# Crazy Mama
Pour plus de détails, voir Fiche technique et Distribution.
Crazy Mama est un film américain réalisé par Jonathan Demme, sorti en 1975.

## Synopsis
1932, à Jerusalem (Arkansas) : une interpellation tourne mal et conduit au décès de Daniel Stokes ; son épouse Sheba s'enfuit avec leur jeune fille Melba.
1958, à Long Beach (Californie) : Sheba, Melba et sa fille Cheryl tiennent un salon de coiffure mais, expulsées pour non-paiement de loyer, elles doivent de nouveau s'enfuir et recourir à la délinquance pour s'en sortir.

## Fiche technique
- Titre français : Crazy Mama
- Réalisation : Jonathan Demme
- Scénario : Robert Thom et Frances Doel
- Photographie : Bruce Logan
- Musique : Snotty Scotty and The Hankies
- Production : Julie Corman (en) et Peter Cornberg
- Montage : Allan Holzman et Lewis Teague
- Pays d'origine : États-Unis
- Format : Couleurs - 1,33:1 - Mono
- Genre : comédie dramatique
- Durée : 83 minutes
- Date de sortie : 1975

## Distribution
- Cloris Leachman : Melba
- Stuart Whitman : Jim Bob Trotter
- Ann Sothern : Sheba
- Linda Purl : Cheryl
- Don Most : Shawn
- Bryan Englund : Snake
- Merie Earle : Bertha
- Jim Backus : mister Albertson
- Carmen Argenziano : le gérant du supermarché
- Sally Kirkland : Ella Mae, l'épouse de Jim Bob
- Dick Miller : Wilbur Janeway
- Harry Northup : l'agent du FBI
- John Aprea (en) : Marvin, le photographe
- Cynthia Songey : Lucinda, l'amie de Marvin
- Vince Barnett : Homer
- Ralph James : le shérif en 1932
- Clint Kimbrough : Daniel Stokes, l'époux de Sheba en 1932
- Tisha Sterling : Sheba en 1932
- Dinah Englund : Melba en 1932

Parmi les acteurs non crédités :
- Dennis Quaid : un groom qui assiste au faux enlèvement de Jim Bob
- Bill Paxton : John, le flic qui passe un appel radio
- Will Sampson : l'indien à la chemise rouge
- John Milius : le flic barbu qui tire sur la voiture de Jim Bob

## Autour du film
Cloris Leachman a eu 5 enfants de son mariage avec George Englund, et 2 jouent dans le film : Bryan Englund dans le rôle de Snake, et Dinah Englund dans le rôle de sa mère enfant.
A noter que Ann Sothern est également incarnée jeune par sa propre fille Tisha Sterling.
Ce film est la première apparition au cinéma pour Dennis Quaid et Bill Paxton.